# Лигенко, Нэлли Павловна
Нелли Павловна Лигенко (род. 1 января 1945, Якшур-Бодья, Удмуртская АССР) — советский и российский историк, Заслуженный деятель науки Удмуртской Республики. Специалист по истории Удмуртии.

## Биография
Родилась 1 января 1945 года в Якшур-Бодье.
В 1958—1962 годах училась в Можгинском педагогическом училище. В 1967 году окончила исторический факультет Удмуртского педагогического института. В 1973 году окончила аспирантуру при Ленинградском отделении Института истории АН СССР. В 1985 году защитила кандидатскую диссертацию на тему «Крестьянская промышленность Удмуртии в период капитализма». В 2004 году защитила докторскую диссертацию на тему «Купечество Удмуртии. Вторая половина XIX — начало XX века».
В 1962—1963 годах работала учителем начальных классов в Якшур-Бодьинской средней школе, в 1967—1968 годах — учителем истории в Медицинском училище в Салехарде. С 1968 по 1973 год работала научным сотрудником и заведующей отделом дореволюционного сектора Удмуртского республиканского краеведческого музея. С 1973 года работает в Удмуртском институте истории, языка и литературы УрО РАН младшим научным сотрудником, старшим научным сотрудником и ведущим научным сотрудником отдела исторических исследований.

### Семья
Муж Лигенко Владимир Александрович, сыновья Всеволод и Павел.

## Научная деятельность
В область научных интересов Нелли Павловны входит социально-экономическая история Удмуртии. Она первый региональный историк, исследовавший историю местного предпринимательства. Является автором более 150 научных работ, в том числе 9 авторских и коллективных монографий. Автор курсов лекций «Этническая история» и «История развития ремёсел» Удмуртского государственного университета. Также является составителем и редактором сборников документов и хрестоматии по истории Удмуртии. В 2008 и 2010 годах книги Н. П. Лигенко становились лауреатами Всероссийского конкурса Фонда развития отечественного образования на лучшую научную книгу.
К заслугам Н. П. Лигенко относят введение впервые в научный оборот значительного количества источников по социально-экономической истории Камско-Вятского региона но основе архивных документов.
Труды Н. П. Лигенко используются учителями школ на уроках по отечественной истории, краеведению и истории Удмуртии.
Является членом учёных советов Национального музея Удмуртской Республики имени Кузебая Герда и Комитета по делам архивов при Правительстве Удмуртии. Также является членом президиума Якшур-Бодьинского землячества в Ижевске.

## Награды и звания
- Почётная грамота Госкомитета Удмуртской Республики (2001)[1]
- Почётная грамота РАН и профсоюза работников РАН (2001)[1]
- Почётная грамота Госсовета Удмуртской Республики (2003)[1]
- Заслуженный деятель науки Удмуртской Республики[1].